# Richard Ohlrogge
Richard Ohlrogge (* 9. Juli 1866 in Brake; † 2. April 1949 in Bremen) war ein deutscher Nautiker und Unternehmer. In den Verhandlungen zum Versailler Vertrag und weiteren internationalen Abkommen vertrat er die Interessen der deutschen Dampfhochseeschifffahrt.

## Biografie
Ohlrogge war Prokurist der Nordsee Deutsche Hochseefischerei Bremen-Cuxhaven AG und erster Direktor der Cuxhavener Hochseefischerei AG, die mit maßgeblicher Unterstützung des Hamburger Reeders Albert Ballin, dessen Vertrauen sich Ohlrogge erworben hatte, sowie des Hamburger Bankiers Max Warburg am 12. Februar 1908 gegründet wurde.
Er wurde, nachdem er schon früh Offizier auf den Lloyd-Schnelldampfern der New-York-Linie geworden war, wenige Jahre später zum Inspektor zur 1896 auf Initiative des Bremer Reeders und Politikers Adolf Vinnen gegründeten Deutschen Dampffischerei-Gesellschaft „Nordsee“ in Nordenham berufen. Hier blieb Ohlrogge zehn Jahre und wurde der Prokurist der Gesellschaft.  Heute ist die „Nordsee“, die sich inzwischen im Eigentum der Hamburger Familie Kamps befindet, überwiegend durch die gleichnamige Fischrestaurant-Kette bekannt.
Im Herbst 1907 wurde Ohlrogge auf Betreiben Albert Ballins,  Generaldirektor der Hamburg-Amerika-Linie, als Direktor der neu zu gründenden Cuxhavener Hochseefischerei AG vorgeschlagen. An der schnellen Aufwärtsentwicklung dieser Gesellschaft soll Ohlrogge den größten Anteil gehabt haben.
Ohlrogge hat sich große Verdienste um die deutsche Dampfhochseefischerei erworben, indem er ihre Interessen vielerorts, so auch im Ausland, vertreten hat. Als Beispiele seien die Verhandlungen über die Ablieferung deutscher Fischereifahrzeuge in Versailles und London in den Jahren 1919 und 1920 sowie die Mitgestaltung des Deutsch-Russischen Handelsvertrages vom 12. Oktober 1925 genannt.
Er soll einer der stärksten und zugleich eigenartigsten Persönlichkeiten des deutschen Seefischereigewerbes gewesen sein.

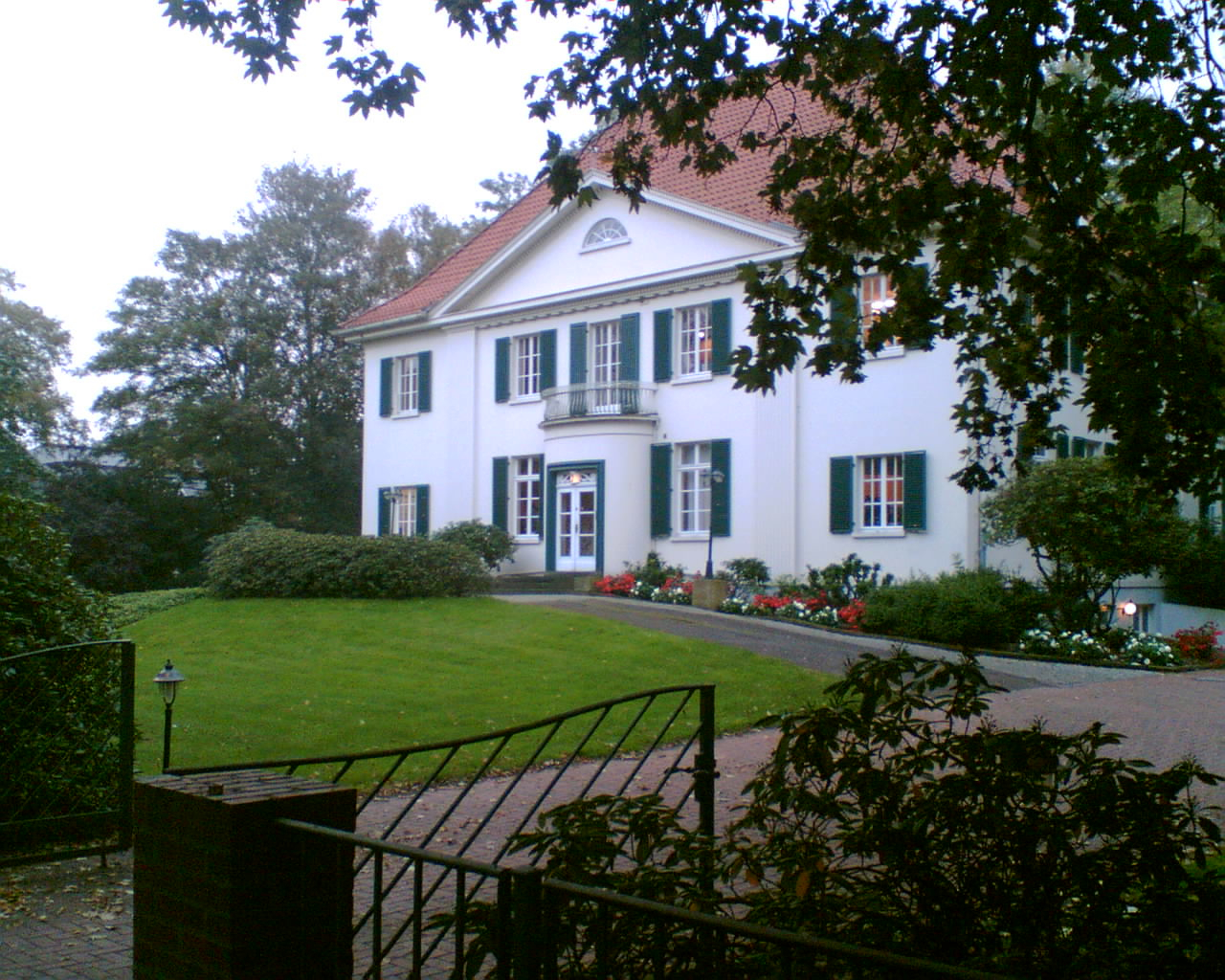
Villa Ohlrogge, Horn-Lehe

1929 kaufte Ohlrogge für 150.000 Goldmark das Haus Marcusallee 3 am Bremer Rhododendron-Park. Das heute als Villa Ohlrogge bekannte Anwesen umfasste mit dem dazugehörigen hauseigenen Park seinerzeit eine Größe von fast 7000 Quadratmetern. Zu Kriegsende wurde das Haus beschlagnahmt und diente als Quartier für Flüchtlinge. 1955 ging es in den Besitz Bremens über und diente danach viele Jahre als französisches Konsulat.

### Familie
Die Tochter Gertrud Ohlrogge zog auf das Anwesen Ernsthausen nach Leuchtenburg im Landkreis Osterholz.
1959 heiratete die Enkelin Heidi Strohmeyer in Ernsthausen den späteren Geschäftsführer von Bahlsen und Niedersächsischen Ministerpräsidenten Ernst Albrecht. Seit 2005 ist seine Tochter Ursula von der Leyen deutsche Bundesministerin.

## Ehrungen
- Ohlrogge ist Namensgeber des gleichnamigen, mit 246 BRT vermessenen Fischereimotorboots, Baujahr 1925. Am 20. Juli 1943 sank die Richard Ohlrogge im Großen Belt nach Minentreffer.
- 1950 wurde die Ohlroggestraße im Fischereihafen Cuxhaven nach ihm benannt.[4]